# بريت هامبتون
بريت هامبتون (بالإنجليزية: Brett Hampton)‏ (30 أبريل 1991 في نيوزيلندا - ) هو لاعب كريكت نيوزلندي.

## وصلات خارجية
- بريت هامبتون على موقع إي آس بي آن كريك إنفو (الإنجليزية)